# Csíkosarcú fogasfürj
Az csíkosarcú fogasfürj (Odontophorus balliviani) a madarak osztályának tyúkalakúak (Galliformes) rendjébe és a fogasfürjfélék (Odontophoridae) családjába tartozó faj.

## Rendszerezése
A fajt John Gould angol ornitológus írta le 1846-ban. Tudományos faji nevét a bolíviai José Ballivián emlékére kapta.

## Előfordulása
Bolívia és Peru területén honos. A természetes élőhelye szubtrópusi és trópusi hegyi esőerdők.

## Megjelenése
Testhossza 26-28 centiméter, a hím testtömege 311 gramm, a tojóé 324 gramm.